# Pomeroon
Pomeroon är en flod som flyter i nordvästra Guyana. Den är belägen mellan floderna Orinoco och Essequibo och mynnar ut i Atlanten. Längs floden ligger orten Charity.